# 88 짝궁들
"88 짝궁들"(Soul Mates Of '88)은 한국에서 제작된 서윤모 감독의 1984년 드라마 영화이다. 이영수 등이 주연으로 출연하였고 서종호 등이 제작에 참여하였다.

## 출연

### 주연
- 이영수
- 윤유선
- 김희갑
- 황정순
- 최재호

## 기타
- 조명: 장기종